# Œufs cuits à la vapeur à la coréenne

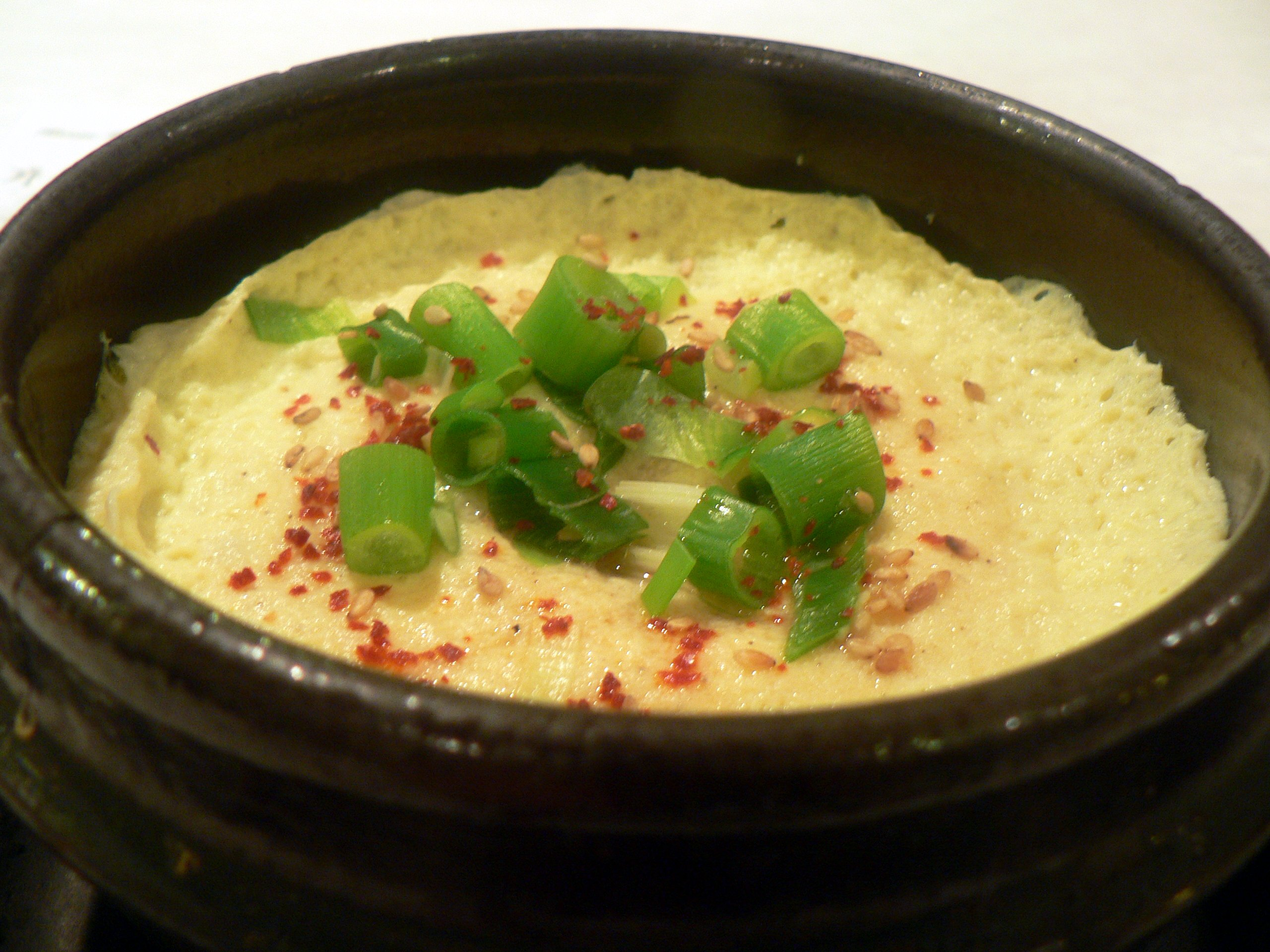
Œufs à la vapeur à la coréenne.

Les œufs à la vapeur à la coréenne sont des œufs de poule battus avec de l'eau ou un bouillon d'algue et/ou d'anchois puis cuits à la vapeur 10 min jusqu'à texture tremblante. Ils sont cuits avec des légumes et servis chauds avec des épices.

## Dénomination
Œufs à la vapeur 계란 찜 (gyeran-jjim) de œufs 계란 (gyelan)[pas clair] et cuits à la vapeur 찜 (jjim), parfois tofu au poulet 닭알두부 (dalg-aldubu) en nord-coréen standard (ils sont moelleux comme du tofu doux), serait une dénomination appropriée si on ne trouvait beaucoup de recettes où ils sont cuits au micro-ondes ou directement sur le feu,,.
On trouve aussi des œufs à la vapeur épicés 매운 뚝배기 계란찜 (maeun ttukbaegi gyeranjjim).

## La recette

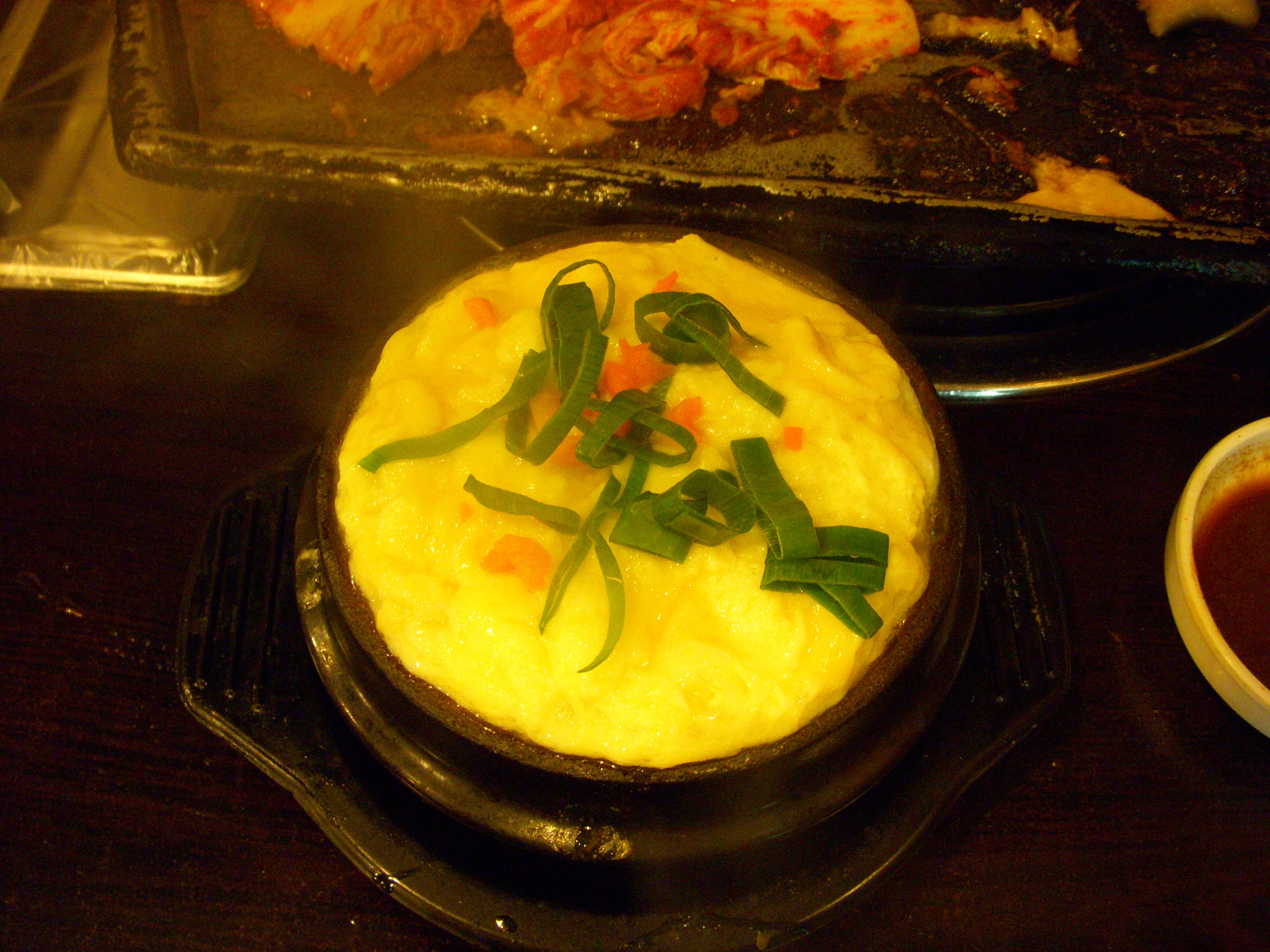
Gyeran jjim décorés d'oignons verts.

Ces œufs à la vapeur sont à rapprocher des œufs chinois cuits à la vapeur, eux aussi battus avec de l'eau ou un bouillon d'algue passé au cuit vapeur. Le ratio est 1 volume d’œuf pour 2 volumes de liquide. Si ce liquide est un bouillon d'algue, les faire infuser 30 min avant de commencer les œufs. Laisser le couvercle un peu ouvert pendant la cuisson évite à l'eau de condensation de tomber sur les œufs.
On les enrichit de champignons, de pois, de courgettes coréennes ou autres légumes. Au moment de servir, ils sont relevés avec du saeu-jeot (crevettes salées) ou du sel, des échalotes hachées, du piment gochutgaru ou sil-gochu et des graines de sésame grillées.
L'encyclopédie coréenne en ligne donne les ingrédients suivants pour 4 portions : 8 œufs, 1 cuillère à café de soupe de crevettes salées, piment rouge, 1 oignon vert, 1 tasse d'eau, 4 crevettes, 2 morceaux de champignons shiitake, 2 cuillères à soupe de petit pois, 1/2 tranche de gâteau de poisson et 4 pétales de chrysanthème déposés au moment de servir.

## voir aussi